# 読会制
読会制（どっかいせい）とは、議会における審議方法の一つである。本会議中心主義の議会で、本会議での審議の際に広く採用されている。読会制はイギリス議会によって始められた。委員会制の対義語。

## 概要
読会制では、議会が立法を行う場合に、2ないし3の読会と呼ばれる段階をおいて法案の審議と採決を行う。第一読会から第三読会までの3回の段階を踏む場合は三読会制、2回の場合は二読会制と呼ばれる。「読会」という言葉は、読会制という本会議中心の制度、あるいは「第○読会」という名の会議や審議時間として使われるようになっているが、本来の読会（reading）はその英語名の通り「法案を朗読する」という手順を意味する言葉でもある。
日本においては大日本帝国憲法下の帝国議会が三読会制を採用していた（議院法）。現行の日本国憲法が施行されて以降の国会では、国会法の規定により読会制をとっておらず、アメリカ合衆国をモデルにした委員会中心主義を採っている。ただし、この敗戦時の変革は、特に必要に応じて行われたわけではない。これが適切だったかどうかについては、現在も議論がある。以下、議院法の三読会制の規定について解説する。なお、三読会を経るものは一般の法律案の場合であり、予算案の審議においては三読会制を要しなかった。
議院法（明治22年法律第2号）
第二十七条　法律ノ議案ハ三読会ヲ経テ之ヲ議決スヘシ但シ政府ノ要求若ハ議員十人以上ノ要求ニ由リ議院ニ於テ出席議員三分ノ二以上ノ多数ヲ以テ可決シタルトキハ三読会ノ順序ヲ省略スルコトヲ得
第一読会
法律案を各議員に配付し、少なくとも2日を隔てて開くのが正則で、緊急事件の場合は例外として2日の間隔を要しない。
本会議で議案の朗読（通常は省略）、政府または提出者は趣旨弁明（説明）し、質疑応答があり、政府案また他の院の提出案は委員に付託される。委員の審査され終了したものは本会議で委員長報告、質疑、討論の後、採決をおこなうが、この採決は議案の可否ではなく第二読会を開くか否かをきめるものである。
院の議員が提出した議案は、議院によって、あるいはこれが委員に付託され、あるいは付託されずに直ちに第二読会を開くどうか決する。第二読会を開かないこと決まったら、議案は廃案になる。
第二読会
第一読会ののち少なくとも2日を経て開くことが正則であるが、院の議決によって時日を短縮し、または同日直ちに開くことができる。
本会議で逐条審議がなされ、各議員は議案に対して自由に修正動議が発することができる。実際は委員会で詳細な審査を行っているので通常は省略され、むしろ修正案の扱いが中心となる。議員は議会の前あらかじめ修正案を議長に提出することができる。
委員の報告に係る修正は、賛成をまたずに当然議題となり、議員からの修正動議は20人以上の賛成があることを要する。
第三読会
第二読会ののち少なくとも2日を隔てて開くことを正則とするが、院の議によって短縮し、または即日開いてもよい。議案全体の可否を議決し、文字の修正、議案中たがいに抵触する事項、または現行法と抵触する事項を修正するほかは、修正動議をなすことは許されない。
このように三読会を通過して成立するが、政府の要求または議員10人以上の要求によって議院において出席議員の3分の2以上の多数で可決したときは、省略することができる。実際には、重要法案以外は正式な三読会の手順を踏むことは次第に少なくなっていった。
読会制は現在でもイギリス議会をはじめとするウェストミンスター・システムの国の議会で採用されており、審議の重要なステップとなっている。アメリカ合衆国議会など委員会中心主義を採る国であっても、形式的には読会制を採用している場合も多い。

## 三読会制の手順

### イギリスなど
1. 法案が朗読され、印刷されて各議員に配布される。
2. 法案の骨子について、審議と採決を行い、委員会に付託する。
3. 委員会で審査された法案と、それに対する修正案について、討論し採決する。

### 帝国議会など
1. 法案が朗読され、趣旨説明と質疑応答を行い、委員会に付託する。
2. 法案を付託された委員会の審査報告を受け、法案の逐条審議を行う。
3. 委員会報告について、修正案などの採決をした後、法案全体の可否につき、最終的な審議と採決を行う。

### アメリカ連邦議会
委員会中心主義のアメリカ議会では本会議の重要性がイギリス議会や旧大日本帝国議会ほど高くなく、現在はかなり手順を省略している。しかし、規則上は読会を3回開くことが義務づけられており、本来の条文読み上げ（reading=読会）手続きは以下のようなものである。
1. 法案提出時に、その法案が朗読される（実際には法案の正式名称（Title）が読み上げられるのみ）。下院では即座に委員会に付託される。
2. 上院では審議入りの時に、下院では委員会通過後に2度目の読み上げがある。
3. 最終的な採決の前。